# Ян Радисерб-Веля
Ян Радисерб-Веля (Jan Wjela-Radyserb, 8 січня 1822 —19 січня 1907) — серболужицький поет, письменник, журналіст, громадський діяч. Радисерб — це прізвисько, що значить «радий бути сербом».

## Життєпис
Народився у 1822 році в містечку Жидов (німецькою Зайдау) неподалік Бауцена. Навчався у середніх школах Радібора та Лога. У 1836 році обрав для себе кар'єру вчителя. Навчався до 1842 року у педагогічному училищі. У 1842—1844 роках працює в школі Канневіца, з 1844 до 1852 року вчителює у школі селища Бурк (неподалік Бауцена). У 1842 році видав у газеті «Тижневі новини» свої перші вірші. У 1844 році приєднався до товариства «Матиця сербська».
В період революційного підйому 1848—1849 років він був одним з небагатьох лужицьких інтелігентів, які перейшли з позицій конституційної монархії на позиції поборника демократичної республіки. Разом з Яном Бартко він заснував у 1848 році тижневик «Сербські новини», який через півроку був закритий за пропаганду радикально-демократичних поглядів.
У 1852 році перебирається до Жидова, де продовжує вчителювати. З 1853 року стає редактором «Часопису Матиці сербської». У 1889 році виходить на пенсію й перебирається до Бауцена. У 1896 році обирається почесним членом «Матиці сербської». Помер у Бауцені в 1907 році.

## Творчість
Веля-Радисерб був талановитим народним письменником, опублікував з 1847 року 9 збірок прози, книги віршів, байок.
В історію лужицької культури він увійшов як неперевершений знавець і збирач народної мудрості. У 1902 році він видав збірку «Сербські прислів'я» (10000 прислів'їв), 1909 року вийшла книга «Народні метафори» (5600 метафоричних висловів), у 1907 році — збірка «Загадки» (900 загадок). Ці збірки багатства письменник постійно використовував у своїх розповідях, піснях, баладах, поемах.
Писав оповідання на історичні та сучасні сюжети. Особливо популярною стала новела «Ян Ман'я» (1886 рік), де відображена складна доля лужичанина, що емігрував до Каліфорнії (США) та тужить за батьківщиною, зрештою повертається додому.